# C-5 (1930)
El C-5 fue un submarino de la Clase C de la Armada Española construido por la SECN en el astillero de Cartagena, que participó en la Guerra civil en el bando republicano y que desapareció en circunstancias sin aclarar en aguas del Cantábrico.

## Historial
En el verano de 1935 y en compañía de los otros cinco clase C, efectuó un viaje por diferentes puertos españoles, franceses, británicos e italianos en los continentes europeo y africano.

### Guerra Civil
Cuando empezó la Guerra Civil se encontraba en el dique flotante de la Base de Submarinos de Cartagena para cambiar uno de los motores eléctricos principales.
Pertenecía a la División de Cartagena y lo mandaba el Contramaestre Jacinto Núñez. Su anterior comandante, el Capitán de Corbeta Antonio Amusátegui Rodríguez fue detenido y conducido al buque prisión España n.º 3 donde sería asesinado el día 15 de agosto. El segundo comandante era el teniente de navío Antonio Ruiz González, que al ser considerado de antecedentes izquierdistas y leal a la República, fue nombrado Jefe de la base de submarinos de Cartagena y como oficial el alférez de navío Ferrando, que es trasladado al C-6. Sin mandos a bordo, se forma un Comité de Control y Vigilancia (CCV), formado por un auxiliar, un cabo y un marinero, quienes no aceptan ningún mando que no sea de su total confianza. Ante la imposibilidad de nombrar comandante a un oficial, ya que todos los que presentaba el teniente de navío Ruiz González eran considerados fascistas por parte del comité, el contramaestre Jacinto Núñez se ofreció voluntario para mandarlo y el teniente de navío Ruiz González, presionado por el comité, aceptó el nombramiento. La dotación tenía muchas reservas, pero como el contramaestre estaba muy bien considerado, aceptó la situación.
El 22 de agosto de 1936 zarpa con rumbo a Málaga con la misión de interceptar el paso de las tropas sublevadas desde el norte de África hacia la península. Esa misma noche se hizo una inmersión para verificar el trimado y comprobar el buque en inmersión tras las reparaciones. El submarino se inclinó demasiado al bajar y ante la imposibilidad de hacerlo reaccionar, el contramaestre mandó soplar los lastres de proa, pero el retraso en abrir la ventilación del lastre de popa, cuando el submarino estaba reaccionando, hizo tomar una descontrolada inclinación al subir. Los timoneles y auxiliares de trimado, nerviosos, no acertaban a enderezar el buque y el responsable del soplado, el cabo Nicolás García, sopló todos los lastres, y el submarino subió a superficie descontroladamente. Por ello no se realizaron más inmersiones, dirigiéndose en superficie al puerto de Málaga, donde se encontraban los submarinos Isaac Peral (C-1), C-2 y C-3, al mando del teniente de navío Vicente Ramírez de Togores.
La experiencia de la inmersión en Cartagena hizo comprender al Comité y a la dotación que necesitaban un comandante experimentado si querían tener alguna oportunidad de sobrevivir en la mar. El jefe de Flotilla nombra el 25 de agosto de 1936 comandante al capitán de corbeta José María de Lara y Dorda, que no gozaba de la confianza del comité, pero tuvieron que aceptar la propuesta porque el resto de los comandantes y oficiales tenían ya destino o habían sido fusilados.
Se nombró segundo comandante a Avelino Bernadal, oficial de la Marina Mercante, a Eusebio Fernández maquinista de 3.ª como jefe de Máquinas. Hasta aquí el mando militar, pero el mando real lo tenía el presidente del Comité, el auxiliar de radio José Porto, que era el destinatario de las órdenes del Estado Mayor de la Armada.
El mismo día 25 por la noche sale rumbo a Tánger. El comandante ordena cruzar el Estrecho de Gibraltar en superficie, amparados en la oscuridad de la noche y el mal tiempo reinante, pero el Comité de a bordo le impuso el paso en inmersión. En la cámara de mando se reunieron todos los oficiales, el contramaestre Jacinto Núñez y José Porto, presidente del Comité, para deliberar y trazar el rumbo más adecuado con arreglo a las corrientes marinas de aquella noche en la mar. Sobre las dos de la mañana del día 26 el submarino varó en la costa africana frente a Tarifa. Después de intentar reflotarlo de todas formas sin conseguirlo, fue la subida de la marea la que al final liberó al submarino, entrando en Tánger esa misma mañana, donde quedó fondeado junto al C-1 y C-2.
El mismo día 26 se recibe la orden de zarpar hacia el Norte, pero el C-5 al levar anclas aborda al Isaac Peral, abriéndole en su proa una brecha que le obliga a regresar a Cartagena a reparar, partiendo los demás hacia el Cantábrico. El 30 de agosto entran en Bilbao.
Estando en puerto recibe el mensaje con la situación del acorazado España en las proximidades del cabo Mayor, dirigiéndose el submarino en su búsqueda. El 31 de agosto a las 1:30 , un serviola avista al acorazado, se hace inmersión y empieza la aproximación. Al estar a distancia de lanzamiento se lanzan dos torpedos, que realizaron una carrera anormalmente corta, por lo que la dotación pensó en un sabotaje. Se comenzó de nuevo la aproximación esta vez acercándose más al "España" y se lanzaron dos torpedos más, virando el submarino a continuación para alejarse del blanco, pero al escucharse la explosión de los torpedos, la situación no correspondía con la del acorazado: habían colisionado con el cabo Mayor. El fallo de los torpedos a tan corta distancia es algo que sólo el Capitán de Corbeta Lara podría explicar y que lógicamente despertó serias sospechas en el comité, dirigiéndose el submarino a Portugalete.
El 3 de septiembre mientras navegaba en superficie se avistaron dos Bous nacionales armados, Tritonia y Virgen del Carmen, y el presidente del comité ordenó atacarlos al cañón. Comenzado el ataque, a los Bous se les unió el hidroavión Brage. Ante esta situación, el presidente del comité mandó llamar al capitán de corbeta Lara para que retomara el mando. El comandante ordenó inmediatamente hacer inmersión, abandonando la munición en cubierta. Cuando se encontraba a una profundidad de 50 m, comenzó el ataque con cargas de profundidad del Destructor Velasco, que había llegado a la zona. Una de las cargas estalló cerca del submarino, dejándolo sin propulsión y en oscuridad total, por lo que inició un descenso incontrolado. Como se navegaba cerca de la costa, tocó fondo a 85 metros de profundidad. Después de 44 horas de trabajo consiguieron salir a superficie y dirigirse al puerto de Bilbao. Informado el Estado Mayor de la necesidad de entrar en dique para reparar, no le dieron importancia por considerarlo un pretexto para regresar a Cartagena.
Cuando navegaba en superficie a mediados de septiembre en la zona del cabo Peñas, se recibió un mensaje con la situación del crucero Almirante Cervera. Una vez avistado el crucero, el presidente del comité tomó el mando, dejando de lado al comandante, pero ordenándole colocarse en el periscopio al ser el único capacitado para dar distancias al blanco. Cuando el presidente dio la orden de hacer fuego, el comandante dijo que era imposible disparar porque se había interpuesto el crucero alemán Königsberg. Ante esta negativa, el presidente del comité cogió la pistola que siempre llevaba encima e intentó asesinar al comandante, desistiendo ante la oposición del jefe de máquinas y del contramaestre. El comandante Lara fue confinado en su camarote y tachado de traidor, relevándolo el segundo comandante.
Al final del mes de octubre, la guardia nocturna fue sorprendida por una docena de hombres armados que se apoderaron del submarino, expulsando a la guardia sin darles explicaciones. Enterado el comité y el comandante, se personaron en el C-5, comprobando que los asaltantes eran agentes del gobierno de Euzkadi, que tras unas gestiones del Estado Mayor, devolvieron el submarino. Este hecho se saldó con un Consejo de Guerra al centinela, el marinero especialista Cayuelas Robles. Salvó su vida al amenazar al tribunal popular formado en el submarino, con contar al exterior la vergonzosa conducta e incompetencia del presidente del comité. El resultado fue silenciar todo, pero recomendando el desembarco de este marinero cuando embarcase su relevo. Lo cual ocurrió el 31 de diciembre, desembarcando el citado marinero del C-5 con todos sus enseres.
A las 19:00 del 31 de diciembre de 1936 zarpó del puerto de Bilbao, siendo la última vez que fue visto. Al día siguiente unos pesqueros que regresaban al puerto, trajeron la noticia del avistamiento de una gran mancha de gasoil y aceite situada a 11 millas al norte de Ribadesella. Asimismo se confirmó que se había perdido el enlace con el C-5.
Además del marinero Cayuelas, otros dos hombres salvaron la vida, gracias a encontrarse ingresados en el hospital: el cabo radio operador José Tafalla y el auxiliar de máquinas José Antonio Vilar.

## Teorías sobre el hundimiento
Las conjeturas sobre la causa del naufragio fueron muchas, imperando la teoría del autohundimiento provocado por su comandante José María de Lara y Dorda,  pero los que postulan la hipótesis contraria lo niegan aduciendo que lo había salvado tres meses antes y el comité lo tenía bajo vigilancia confinado en su camarote. Una vez acabada la guerra civil, su viuda inició un proceso judicial para recibir una pensión por haber muerto su marido en acto de guerra lo cual se le concedió.
Lo que sí queda reflejado en el libro del marinero Ramón Cayuelas Robles es que la conducta del Capitán de Corbeta José Lara Dorda, de no haber sido simpatizante de los sublevados, pudo haber cambiado el curso de la guerra en el mar al poder haber hundido a los que en ese momento, eran los dos buques más valiosos de la Escuadra Nacional, el acorazado España y el crucero Almirante Cervera.

## Mandos del buque
| Empleo             | Nombre                          | Desde                | hasta                   |
| ------------------ | ------------------------------- | -------------------- | ----------------------- |
| Capitán de Corbeta | Fernando Bruquetas Llopis       | 16 de abril de 1930  | 18 de enero de 1932     |
| Capitán de Corbeta | Carlos Barreda Terry            | 18 de enero de 1932  | 16 de enero de 1934     |
| Capitán de Corbeta | Pedro Sanz Torres               | 16 de enero de 1934  | 16 de enero de 1936     |
| Capitán de Corbeta | Antonio de Amusátegui Rodríguez | 16 de enero de 1936  | 18 de julio de 1936     |
| Contramaestre      | Jacinto Núñez                   | 18 de julio de 1936  | 25 de agosto de 1936    |
| Capitán de Corbeta | José Lara Dorda                 | 25 de agosto de 1936 | 31 de diciembre de 1936 |